# Hydrelia flexilinea
Hydrelia flexilinea är en fjärilsart som beskrevs av W. Warren 1902. Hydrelia flexilinea ingår i släktet Hydrelia och familjen mätare. Inga underarter finns listade i Catalogue of Life.